# 屏山站 (四川省)
屏山站，位于中华人民共和国四川省宜宾市屏山县屏山镇凉坝村，是成贵客运专线上的高铁站，由成都局集团宜宾车务段管辖，2019年6月15日随成贵客专线乐宜段开通。

## 車站周邊
- 屏山中学
- 宜宾职业技术学院屏山分院
- 屏山县政府
- 宜宾市第一人民医院屏山院区

## 歷史
- 2019年6月15日通车启用。

## 外部連結
- 中国铁路客户服务中心 （页面存档备份，存于）